# Just Friends (1993)
Just Friends is een film van Marc-Henri Wajnberg en werd  in 1993 als Belgische inzending voor de Oscar werd gekozen.
De film won meerdere prijzen, waaronder een Gouden Hugo in 1993 en twee Joseph Plateauprijzen voor Beste Film en voor Beste Regisseur in 1994. Josse De Pauw, die de rol van Jack speelt, won de Joseph Plateauprijs voor beste acteur in 1994. 
Hij duurt 95 minuten

## Verhaallijn
Jack speelt jazz op een tenorsaxofoon en probeert aan de bak te komen in Antwerpen door te spelen op huwelijksfeesten en andere feestjes. Daarnaast werkt hij in de haven, maar wil naar New York omdat hij denkt het daar te maken. 